# Tangenziale Nord di Padova
La tangenziale Nord di Padova, lunga 7,7 km, denominata ufficialmente come corso XIII Giugno e via Boves nella parte più a est, corre interamente in territorio comunale e consta di sole tre uscite. Collega la zona est con la zona ovest della città ed è una delle arterie più trafficate. È classificata come strada extraurbana principale. È stata aperta in tre fasi dal 1997 al 2005.

## Percorso

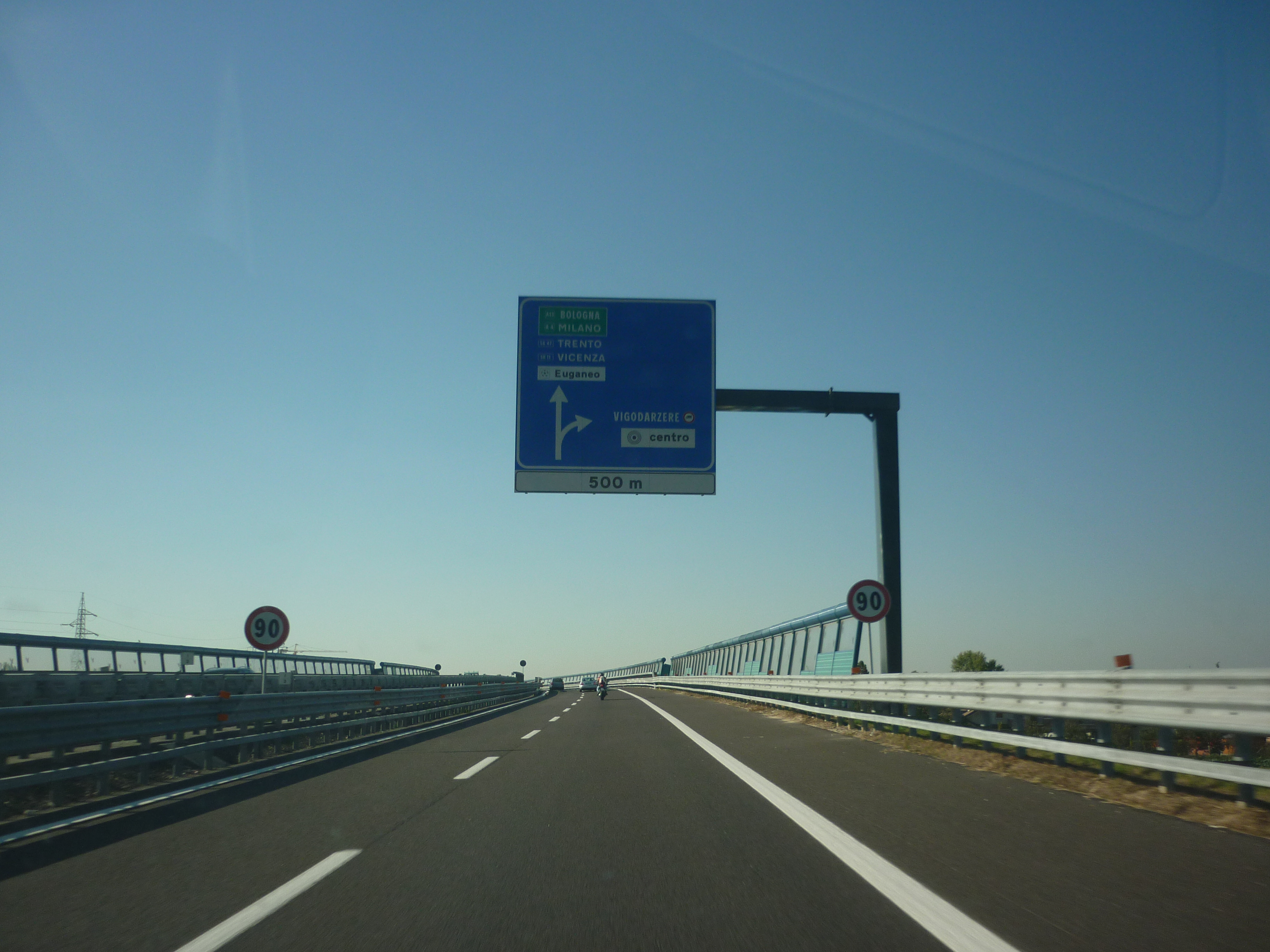
La tangenziale nord in direzione ovest

La tangenziale nord inizia presso Busa di Vigonza. Le uscite sono per la tangenziale est e la SR 308 (ex SS 307) per Castelfranco Veneto e per Pontevigodarzere e la SR 307 (ex SS 307 var). Nella segnaletica non è presente la numerazione delle uscite, seppur prevista. La tangenziale nord termina nei pressi del nodo di Padova ovest da dove hanno inizio le tangenziali ovest e di Limena dalla quale è presente l'accesso all'A4 dal casello di Padova ovest. Il limite di velocità varia da 90 a 110 km/h.
| TANGENZIALE NORD DI PADOVA                                                                     |               |
| Uscita                                                                                         | Uscita Numero |
| Vigonza - SR 11 Venezia - SR 515 Treviso (via Noale) e Mestre (via Mirano)                     |               |
| Castelfranco Veneto Tangenziale est                                                            |               |
| Padova Via Pontevigodarzere - Q.ri Pontevigodarzere/Arcella Stadio del Plebiscito Interscambio |               |
| A4-Padova ovest - Tangenziale ovest - SP 47 Tangenziale di Limena                              |               |

## La gestione
La tratta è stata data in gestione all'Autostrada Brescia-Padova.

## Progetti futuri
La tangenziale nord corre vicina e parallela all'autostrada A4, parzialmente all'interno del tessuto urbano cittadino. Essa segue la principale direttrice del traffico (commerciale e turistico) a Padova, est-ovest. In passato, era stato ipotizzato dalla Regione Veneto il progetto di creare una complanare autostradale alla Brescia-Verona-Vicenza-Padova, almeno nel tratto tra Padova ed il Garda, unendo le diverse tangenziali cittadine con superstrade a pagamento.
Questo progetto avrebbe previsto la costruzione di una nuova tangenziale nord, che avrebbe dovuto correre a nord dei comuni della cintura urbana (Limena, Vigodarzere, Cadoneghe), collegando la tangenziale di Limena alla SR 308 del Santo.